# Porter-Hypothese
Die Porter-Hypothese ist eine Hypothese der Umweltpolitik und -ökonomik. Sie besagt, dass richtig gestaltete umweltpolitische Maßnahmen eines Landes Produkt- und Prozessinnovationen auslösen und so die Effizienz und Wettbewerbsfähigkeit betroffener Firmen verbessern können. Dies würde, der Hypothese zufolge, die in den Firmen entstehenden Kosten teilweise aufwiegen, häufig könnten die Firmen sogar profitieren.

## Geschichte und Bedeutung
Schon im 19. Jahrhundert wurde der Gedanke verfolgt, dass Regulierung Firmen anregen kann, ihr Schadstoffaufkommen zu reduzieren bzw. Abfälle zu verwerten und daraus Profit zu generieren. In den 1980er Jahren begannen einige Forscher zu untersuchen, ob und unter welchen Umständen Umweltpolitik Innovationen stimulieren könnte, ohne dass sich dabei Wettbewerbsfähigkeit verringert.
Der amerikanische Ökonom Michael E. Porter bejahte und popularisierte die später nach ihm benannte Hypothese in zwei Aufsätzen, im Jahr 1991 im Scientific American und im Jahr 1995 im Journal of Economic Perspectives gemeinsam mit Claas van der Linde. Er bemerkte, dass man in der Diskussion um umweltpolitische Maßnahmen von einem Trade-off zwischen dem sozialen Nutzen einer verbesserten Umwelt und den Kosten für die von der Maßnahme erfasste Branche ausging. Dieser Annahme zufolge würde die Politik eine Balance zwischen den Interessen der Allgemeinheit und betroffenen Firmen finden müssen. Seiner Ansicht nach waren hierbei dynamische Aspekte, insbesondere die Wirkung von umweltpolitischen Maßnahmen auf Innovationsbemühungen von Firmen, nicht ausreichend berücksichtigt. Innovationsoffsets könnten die Kosten teilweise ausgleichen oder sogar überkompensieren, und sie könnten zu einer verbesserten Position im internationalen Wettbewerb führen. Seiner Ansicht nach ist also, bei richtig gestalteter, technologieneutraler und innovationsfördernder Umweltpolitik, ein Win-Win aus Umweltschutz und Vorteilen für Unternehmen möglich.
Bereits sein 1991 veröffentlichter Aufsatz löste zur Überraschung Porters ein großes Echo in Politik, Wirtschaft und Forschung aus. Während viele Ökonomen die Hypothese kritisierten, weil sie gängigen ökonomischen Annahmen widersprach (s. u.), wurde sie von Teilen der Wirtschaft und Politik wohlwollend aufgenommen.
Der Aufsatz aus dem Jahr 1995, „Toward a New Conception of the Environment-Competitiveness Relationship“, gehört zu den meistzitierten Arbeiten aus dem Bereich „Business and Environment“ („Wirtschaft und Umwelt“, siehe auch Ökologieorientierte Betriebswirtschaftslehre).

## Theorie
Die neoklassische ökonomische Theorie geht davon aus, dass gewinnmaximierende Firmen bereits alle Möglichkeiten von Effizienzsteigerungen ausgenutzt hätten. Umweltpolitische Maßnahmen wie Auflagen, Verbote, Umweltsteuern oder Emissionshandelssysteme, könnten nicht zu Effizienzsteigerungen führen. Soweit sie zu Investitionen in Forschung und Entwicklung anregen, würden sie nur profitablere Investitionsmöglichkeiten verdrängen, da gewinnmaximierende Firmen von sich aus die profitabelsten Investitionsmöglichkeiten wählen würden. Umweltpolitische Maßnahmen würden somit immer zusätzlichen Kosten für einzelne Firmen verursachen.
Porter und van der Linde formulierten dagegen die Hypothese, dass umweltpolitische und insbesondere marktbasierte Maßnahmen Innovationen bewirken und zu einem produktiveren Einsatz der Ressourcen von Firmen führen könnten. Sie gehen dabei von der Annahme aus, dass Firmen nicht alle Möglichkeiten zur Effizienzsteigerung von sich aus erkennen und nutzen. Vor dem Hintergrund sich dynamisch entwickelnder Technologien erwähnen sie unvollständige Information, Trägheit in der Firmenorganisation und mangelhafte Kontrolle der Firma durch die Firmeneigner (Hidden action) als mögliche Probleme.
Die durch umweltpolitische Maßnahmen ausgelösten Produktivitätssteigerungen könnten die Kosten der umweltpolitischen Maßnahmen teilweise aufwiegen oder sogar überwiegen. Als mögliche Gründe führten sie an, die Regulierung würde:
1. Firmen Bereiche signalisieren, in denen es wahrscheinlich ineffizient genutzte Ressourcen und potentielle technische Verbesserungen gebe,
2. wenn sie auf Informationsgewinnung, zum Beispiel das Erfassen freigesetzter toxischer Substanzen, zielt, die Aufmerksamkeit der Firmen auf mögliche Verbesserungen lenken,
3. die Unsicherheit darüber verringern, dass Investitionen in Umweltschutz auf Dauer ihren Wert behalten würden,
4. Druck erzeugen, der Innovation und Fortschritt anregen würde,
5. in der Übergangszeit zu höheren Umweltstandards gleiche Bedingungen schaffen, keine Firma könne sich auf Kosten der Umwelt einen Wettbewerbsvorteil verschaffen.

Porter und van der Linde betonten, dass vor diesem Hintergrund umweltpolitische Maßnahmen möglichst technologieneutral und innovationsfördernd gestaltet werden müssten. Sie sprachen sich eher für marktbasierte Maßnahmen als Instrumente des Ordnungsrechts aus.

### Varianten
Um die Porter-Hypothese theoretisch und empirisch zu untersuchen, werden im Allgemeinen mehrere Teile bzw. Varianten der Hypothese unterschieden:
Schwache Version
Die schwache Version der Hypothese besagt, dass richtig gestaltete Regulierung Umweltinnovationen auslösen kann. Sie sagt noch nichts über die Wirkung auf den Erfolg von Firmen aus.
Starke Version
Die starke Version der Hypothese besagt zusätzlich, dass die ausgelösten Umweltinnovationen die Kosten der Regulierung aufwiegen und die Wettbewerbsfähigkeit von Firmen verbessern kann.
Enge Version
Gelegentlich spricht man von der „engen“ Porter-Hypothese und meint damit eine Teilhypothese Porters, dass flexible, zum Beispiel marktbasierte, umweltpolitische Maßnahmen Firmen größere Innovationsanreize setzen und damit besser als präskriptive Maßnahmen sind.

### Mögliche Gründe für ungenutzte Effizienzsteigerungen
In der originalen Fassung der Porter-Hypothese sind die Gründe, warum Firmen Möglichkeiten zur Effizienzsteigerung und Innovation ungenutzt lassen, nicht näher ausgeführt. Nachfolgende Arbeiten haben versucht, diese Lücke mit verschiedenen theoretischen Erklärungen zu füllen. Besonders Informationsdefizite und Fälle von Marktversagen werden als mögliche Erklärungen angesehen.
So müssen Manager nicht immer im Einklang mit den Unternehmenszielen handeln. Sie können z. B. eigene Interessen verfolgen, aus Gewohnheit oder mangelnden Fähigkeiten anders handeln, risikoscheu sein oder gegenwärtige Gewinne künftigen stärker vorziehen. Umweltpolitische Maßnahmen würden dann dieser Erklärung entsprechend die Firmenmanager zu gewinnsteigernden Maßnahmen zwingen.
Eine zweite Gruppe von Erklärungen nimmt an, dass Marktversagen zu nicht realisierten Gewinnen führt. Beispiele:
- Informationsauflagen und Produktkennzeichnung können Informationsdefizite von Kunden, die für umweltfreundliche Produkte mehr zu zahlen bereit sind, beseitigen. Damit wären mit umweltfreundlichen Produkten höhere Preise erzielbar und so Innovationsanreize gegeben.
- Wenn durch nicht zu verhindernde Übertragung von Wissen über ihre Umweltinnovation Firmen keinen ausreichenden Vorsprung im Wettbewerb erzielen und ihre Ausgaben für Forschung und Entwicklung nicht wieder wettmachen können, werden sie nicht in an sich profitable Innovationen investieren. Umweltpolitische Maßnahmen können diese Blockade überwinden.

## Empirische Untersuchungen
Porter nennt eine Reihe von Fallstudien, in denen umweltpolitische Maßnahmen gleichzeitig zu Kostenreduktionen und Innovationen geführt hätten. So führten der Clean Air Act, ein US-Gesetz zur Luftreinhaltung, und politische Maßnahmen infolge des Montreal-Protokolls zum Schutz der Ozonschicht dazu, dass der amerikanische Elektronikkonzern Raytheon ein neues Mittel zur Reinigung von Schaltkreisen einsetzte, das nicht nur Emissionen verringerte, sondern gleichzeitig auch noch die Produktqualität erhöhte. Ein Recycling-Gesetz in Japan regte das Elektronikunternehmen Hitachi dazu an, seine Zerlegungsprozesse zu optimieren. In der Folge wurden deutliche weniger Teile verbaut und gleichzeitig die Produktionsaufwände gesenkt. Deutsche Recycling-Gesetze nennt er als ein Beispiel einer nationalen politischen Maßnahme, die ähnliche Maßnahmen in anderen Ländern richtig antizipiert und so deutschen Unternehmen einen Pioniervorteil verschafft hätte.
Studien, die systematisch die Wirkung von Umweltregulierung auf das Innovationsverhalten einzelnen Firmen oder Industriezweige  untersuchen, kommen mehrheitlich zu dem Ergebnis, dass Regulierung tatsächlich Innovationen fördert. Sie stützen also insgesamt die schwache Version der Porter-Hypothese.
Allerdings kommt es nur selten zu signifikanten Produktivitätssteigerungen, frühere Untersuchungen stützen die starke Porter-Hypothese nicht, sondern legen hier insgesamt sogar eher Produktivtätseinbußen nahe. Diese Untersuchungen berücksichtigen in der Regel jedoch nicht, dass es zwischen Regulierung, Innovation und Produktivitätsveränderungen Zeitverzögerungen gibt. Eine einzige Untersuchung nimmt Zeitverzögerungen von drei bis vier Jahren an, sie findet langfristige, mäßige Produktivitätssteigerungen.
Einige Studien untersuchen die Auswirkungen von Umweltpolitik auf die Wettbewerbsfähigkeit bestimmter Branchen auf Länderebene. Oft tun sie dies unter umgekehrten Vorzeichen – sie prüfen, ob umweltpolitische Maßnahmen zur Verlagerung von Produktionsstätten in Staaten mit weniger strikter Regulierung geführt haben könnten, die sogenannte Pollution Haven-Hypothese. Die Ergebnisse sind nicht eindeutig. Einige Untersuchungen finden Anzeichen für einen schwachen Pollution Haven-Effekt statt einer der Porter-Hypothese entsprechenden verbesserten Wettbewerbsposition. Inwieweit die Art der Regulierung – marktbasierte Ansätze oder Auflagen und Verbote – einen Einfluss hat, ist eine offene Frage. Im Allgemeinen geht man von Kostenvorteilen marktbasierter Ansätze aus. Eine Untersuchung der OECD-Länder hingegen ergab vorübergehende, leichte Produktivitätssteigerungen nach Einführung der Umweltmaßnahmen, und zwar unabhängig von der Art der Regulierung. Wahrscheinlich, so die Untersuchungsergebnisse, drängte die Regulierung Firmen und Produktionsprozesse mit niedrigerer Produktivität aus dem Markt.